# Blackburn F.3
Le Blackburn F3, également désigné F.7/30, était un prototype de chasseur britannique, conçu par Blackburn Aircraft en réponse à la spécification F.7/30 du ministère de l'Air. Ce biplan monomoteur possédait une structure monocoque particulière, avec une aile supérieure fixée en position médiane et une aile inférieure deux pieds plus bas, laissant la place à un condensateur pour le refroidissement par évaporation du moteur Rolls-Royce Goshawk III. Armé de quatre mitrailleuses Vickers, le F3 ne vola jamais ; son développement fut abandonné après des essais de roulage, en raison de problèmes de stabilité et de refroidissement. Le Gloster Gladiator fut finalement choisi,.

## Caractéristiques
Les caractéristiques du Blackburn F3 correspondent aux enjeux de Blackburn Aircraft pour répondre aux exigences de la spécification F.7/30. Ce prototype, réalisé sous la direction de George Edward Petty et destiné à des missions de chasse de jour comme de nuit, ne resta qu'au stade d’un unique exemplaire, introduit en 1934 sans jamais voler.
En termes de dimensions, il mesurait 8,22 mètres de long, avec une envergure de 9,02 mètres et une hauteur de 3,05 mètres. Avec une masse à vide de 1 133 kg et une masse maximale au décollage de 1 794 kg, il présentait un poids modéré pour un chasseur de son époque.
Le moteur Rolls-Royce Goshawk III, un V-12 refroidi par évaporation, développait une puissance de 519 kW (695 ch), permettant une vitesse maximale estimée à 290 km/h à 4 420 mètres d'altitude. Pour ce qui concerne l'armement, le F3 était équipé de quatre mitrailleuses synchronisées Vickers MkIII de calibre .303 (7,7 mm), chacune alimentée par 200 cartouches.